# Bejel
 Mise en garde médicale
Le bejel ou syphilis endémique non vénérienne est une tréponématose - ensemble de maladies provoquées par les tréponèmes - due à Treponema pallidum endemicum qui se manifeste par une maladie chronique de la peau.
La transmission de la maladie n'est ni vénérienne ni congénitale mais se fait habituellement par un contact direct entre des lésions cutanées et des muqueuses et par l’intermédiaire d'ustensiles tels que des couverts ou des verres.
Le bejel se retrouve dans les pays africains au climat sec et aride et dans les communautés au mode de vie primitif où l'hygiène est précaire. Elle atteint principalement les enfants mais peut également toucher des adultes.

## Clinique et évolution
Le bejel évolue en plusieurs phases :
- Initialement une période dite « récente », composée de deux stades, primaire et secondaire, souvent indissociables et caractérisés par l'apparition de lésions infectieuses et contagieuses.
  - au stade primaire l'infection est limitée au site d’infection, et habituellement il n'y a pas de chancre d’inoculation.
  - au stade secondaire, il y a dissémination de l'infection, avec apparition de lésions muqueuses et cutanées monomorphes : syphilides cutanées papuleuses et plaques muqueuses buccales.
- Puis une période dite « tardive », pouvant apparaitre après 5 à 15 ans d’évolution chez 10 % des cas non  traités. Ce stade tertiaire est caractérisé par une atteinte systémique mais sans lésion viscérale. Les lésions sont alors non infectieuses et non contagieuses. Au niveau de la peau on retrouve des végétations tuberculoïdes, des ulcérations, des gommes, des cicatrices sléro-atrophiques, achromiques et des nodosités juxta-articulaires. Au niveau ostéo-articulaire on retrouve des ostéopériostite[pas clair] et des destructions articulaires.

## Traitement
Le traitement de choix est une antibiothérapie par la pénicilline G retard Benzathine-Pénicilline (BP) ou Extencilline en une injection intramusculaire unique. En cas d'allergie aux pénicillines les traitements alternatifs sont les tétracyclines ou l'érythromycine (macrolide).
Il faut traiter les sujets malades mais aussi les sujets à sérologie positive et les sujets contacts.